# The Collaborator (Star Trek: Deep Space Nine)
"The Collaborator" és el 24è episodi de la segona temporada de la sèrie de televisió de ciència-ficció estatunidenca Star Trek: Deep Space Nine, el 44è de tota la sèrie. Originalment es va emetre en redifusió a partir del 23 de maig de 1994. Aquest episodi va ser escrit per Gary Holland, Ira Steven Behr
i Robert Hewitt Wolfe, i dirigit per Cliff Bole.
Ambientada al segle XXIV, la sèrie segueix les aventures a Espai Profund 9, una estació espacial situada prop d'un forat de cuc estable entre els Quadrants Alfa i Gamma de la Via Làctia, prop del planeta Bajor, mentre els bajorans es recuperen d'una brutal ocupació de dècades pels imperialistes cardassians. En aquest episodi, la primera oficial de l'estació, la Major Kira, es troba investigant Vedek Bareil, un clergue d'alt rang en la jerarquia religiosa bajorana, quan rep acusacions que va col·laborar amb els cardassians durant l'ocupació.

## Argument
Els bajorans estan a punt de seleccionar un nou Kai, el líder religiós suprem de tot Bajor, després de la pèrdua del popular i respectat Kai anterior Opaka Sulan. La major Kira espera veure Vedek Bareil convertir-se en el nou Kai, però s'enfronta a un formidable oponent: Winn Adami. Kira ha començat recentment un romanç amb Bareil; ella detesta Vedek Winn, tant personalment com políticament, i té una forta sospita que Winn és responsable d'un intent d'assassinat recent a Bareil.
Mentrestant, el cap de seguretat Odo ha arrestat un home bajorà anomenat Kubus Oak, que va ser exiliat per col·laborar amb els cardassians durant la seva ocupació de Bajor. Vedek Winn ofereix a Kubus refugi a canvi d'informació sobre una massacre que els cardassians van cometre durant l'ocupació. La massacre va costar la vida a 43 rebels bajorans (inclòs el propi fill d'Opaka), i Kubus afirma que va ser Bareil qui va avisar els cardassians de la ubicació dels rebels. Winn està ansiosa per trobar proves; es complau a Kira que està a punt d'arruïnar les possibilitats de Bareil de convertir-se en Kai, i la manipula perquè s'ofereixi voluntària per investigar el cas.
La tripulació analitza alguns registres i troba proves que indiquen que Bareil va ser el responsable. Amb incredulitat, Kira s'hi enfronta. Admet haver proporcionat als cardassians la ubicació dels rebels; explica que si no ho hagués fet, els cardassians haurien destruït poble rere poble fins que estiguessin segurs que havien eliminat els rebels. Bareil els va donar la informació per salvar mil vilatans, a costa dels 43.
Kira està destrossada. Poc després, sent que Bareil ha retirat la seva candidatura per a Kai, obrint el camí perquè Winn ocupi el càrrec. Amb més investigació, Kira fa una altra descoberta confusa: prova que Bareil "no" era la font de la informació. Estava encobrint algú altre. Quan ella li pregunta sobre això, ell li admet que va ser el venerat Kai Opaka qui havia estat el "col·laborador". Havia sacrificat els rebels, inclòs el seu fill, per salvar els vilatans. Bareil la va encobrir perquè els bajorans necessiten creure en ella durant aquest moment dolorós de la seva història.
Tot i que Kira no està gaire convençuda que aquests sentiments valguin el preu de permetre que Winn es converteixi en Kai, Bareil diu que dependrà d'ells influir-la cap a alguna cosa positiva.

## Actors convidats
- Philip Anglim com a Bareil
- Louise Fletcher com a Winn
- Camille Saviola com a Kai Opaka
- Bert Remsen com a Kubus
- Tom Villard com a Prylar Bek

## Producció
El punt de partida d'aquest episodi va ser la idea de Gary Holland que un home vell tornaria a Bajor després de molts anys d'exili a Cardàssia. Aquest home albergaria un secret fosc, i Kira investigaria. Inicialment semblaria que l'home havia assassinat el pare de Kira, però finalment resultaria que intentava protegir la seva filla, que era la veritable assassina. Es va prendre una decisió a curt termini per vincular això amb l'elecció del Kai i involucrar Bareil en una col·laboració amb els cardassians. Originalment es va planejar que Bareil fos el nou Kai, però l'equip de guionistes finalment es va adonar que això hauria estat un error dramàtic, perquè a diferència de Winn, és amic de la Federació, i tenir-lo com a Kai hauria bloquejat el potencial de conflictes futurs.

## Recepció
Keith DeCandido el va qualificar a "tor.com" el 2013 com un episodi normal de "Star Trek: Deep Space Nine", i li va donar una puntuació de 5 sobre 10. El va trobar menys interessant en si mateix que pel que aportava a la història general de la sèrie. DeCandido va trobar que Kubus era un personatge fascinant, però que va ser descartat massa ràpidament. DeCandido també va elogiar la interpretació de Winn per part de Louise Fletcher, però va criticar l'actuació de Philip Anglim, que considerava que no va aconseguir retratar un Bareil patint i problemàtic.
El 2020, io9 va classificar aquest com un dels episodis "imprescindibles" de la sèrie.

## Llançaments
Aquest es va publicar en VHS amb "Crossover" en un casset VHS, Star Trek: Deep Space Nine Vol. 22 - Crossover/The Collaborator.
L'1 d'abril de 2003 es va estrenar la segona temporada de Star Trek: Deep Space Nine es va publicar en discs de vídeo DVD, amb 26 episodis en set discs.
Aquest episodi es va publicar el 2017 en DVD amb la sèrie completa en caixa recopilatòria, que tenia 176 episodis en 48 discs.